# Thelypteris pozoi
Thelypteris pozoi là một loài thực vật có mạch trong họ Thelypteridaceae. Loài này được (Lag.) C.V. Morton miêu tả khoa học đầu tiên năm 1959.